# Landesbühnen Sachsen

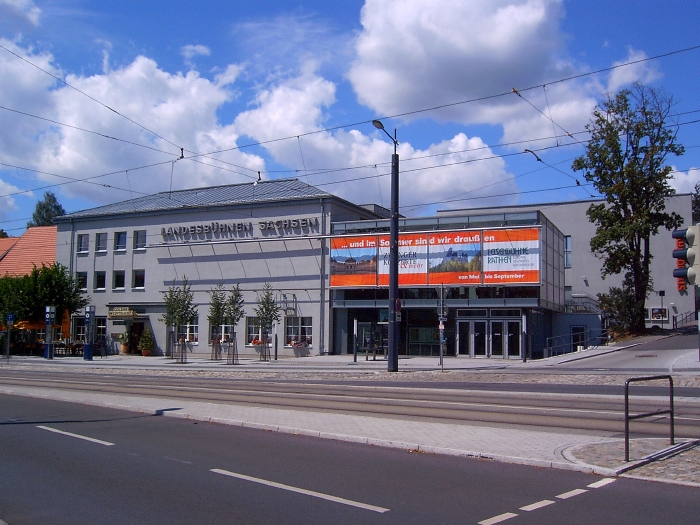
Stammhaus in der Meißner Straße

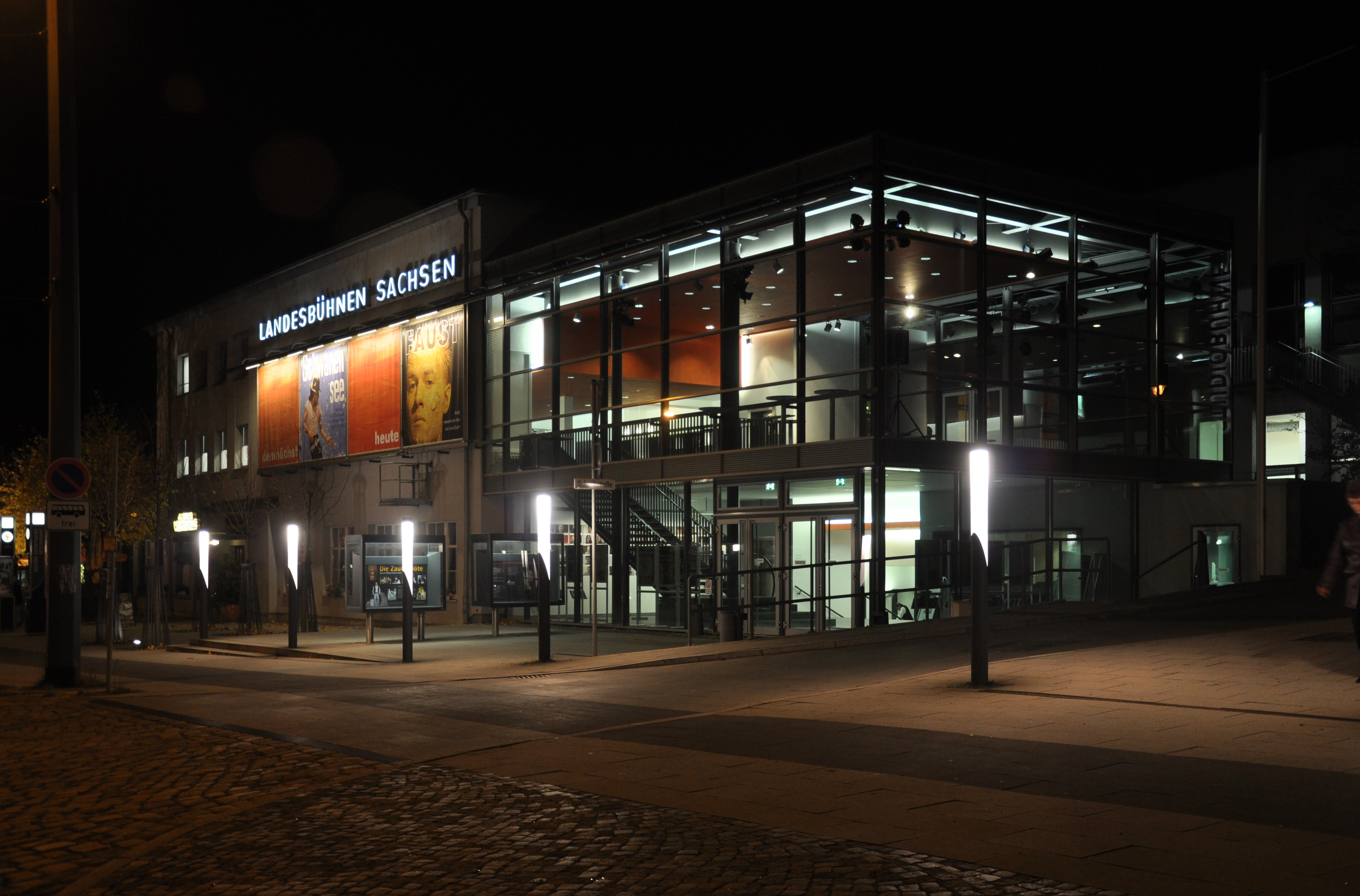
Landesbühnen bei Nacht

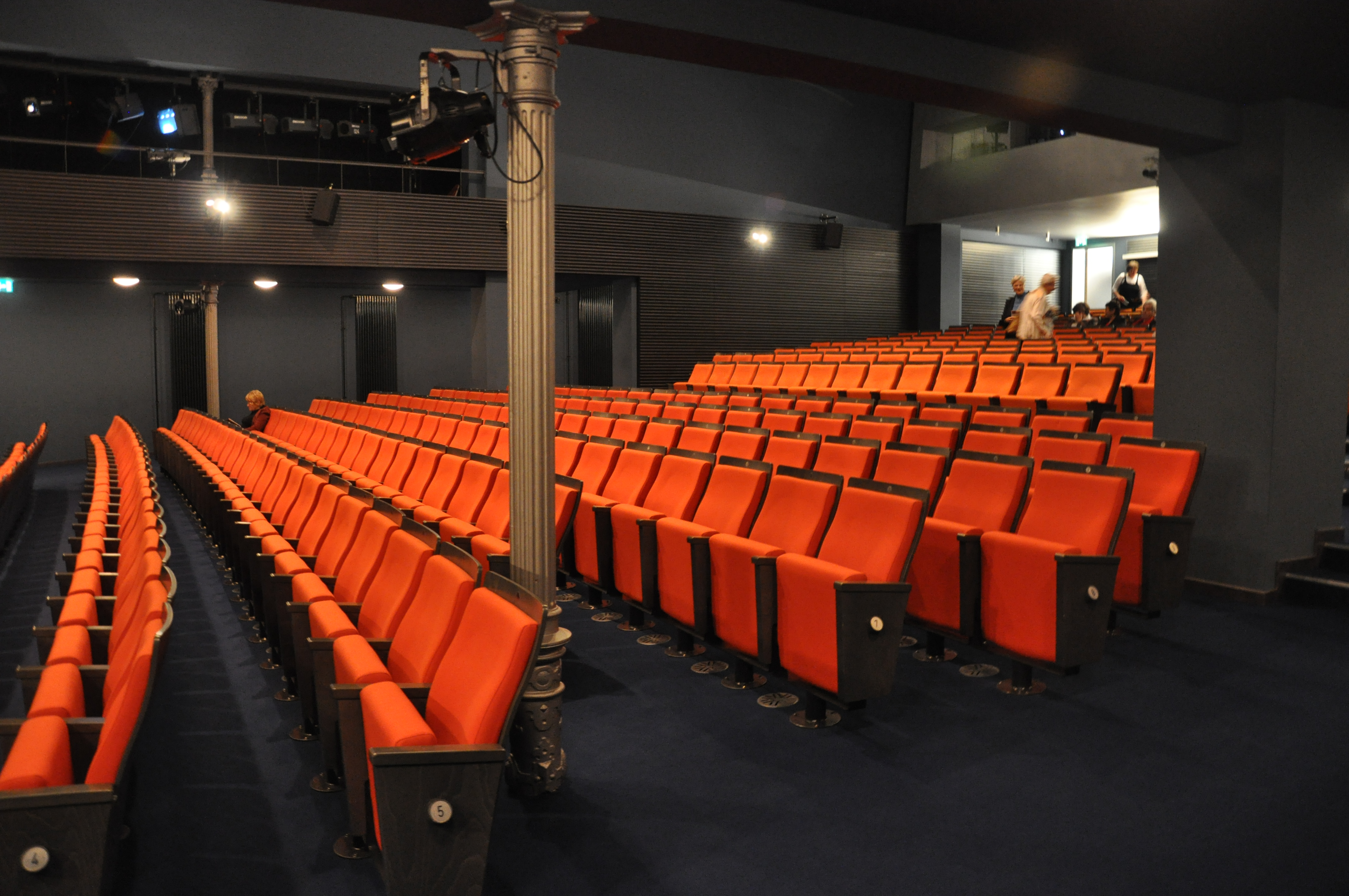
Zuschauerraum

Die Landesbühnen Sachsen GmbH sind Deutschlands zweitgrößtes Reisetheater mit Stammhaus in Radebeul bei Dresden. Ihr Intendant ist seit 1. Oktober 2011 Manuel Schöbel,

## Geschichte

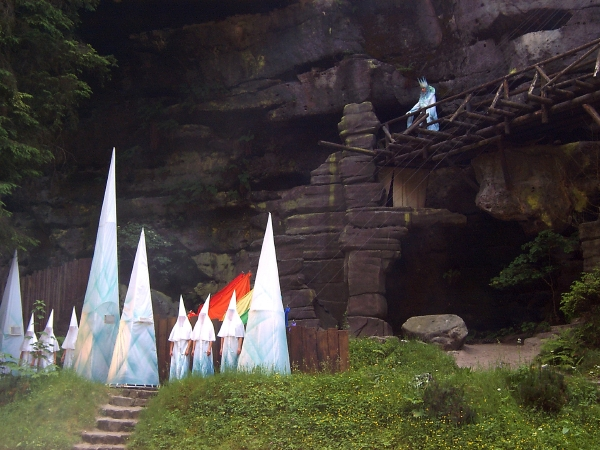
Aufführung des Kindermusicals Regenbogen auf der Felsenbühne Rathen

Als Vorläufer der heutigen Landesbühnen Sachsen existierte von 1937 bis 1945 die "Landesbühne Sachsen" mit Sitz in Dresden-Neustadt, Görlitzer Straße 6 als Wanderbühne mit dem angeschlossenen Sommertheater auf der "Felsenbühne Rathen" unter dem Intendanten Walter Heidrich.
Im Sommer 1945 gab eine kleine Gruppe Dresdner um den Opernsänger Emil Grotzinger erste Konzerte am Rande von Dresden im Gasthof in Gittersee. Trotz Mangels an Material für Requisiten und Geld für Gagen blieb die Truppe, die im Laufe des Jahres den Namen Volksoper Dresden annahm, zusammen und brachte am 24. November 1945 die Oper Der Bajazzo von Ruggero Leoncavallo zur Aufführung. In den kommenden Jahren spielte die Volksoper neben Gittersee in vielen weiteren Gasthöfen in und um Dresden. Am 1. Juli 1949 übernahm der Landesverband der Volksbühne das Ensemble als sein drittes unter dem Namen Landesoper Sachsen.
Aus Mangel an Platz und Entwicklungsmöglichkeit in Gittersee zog das Ensemble zum 15. Juli 1950 in sein heutiges Stammhaus in der Goldenen Weintraube in Radebeul, nur wenige Meter entfernt vom Wohnsitz des ehemaligen Generalmusikdirektors der Dresdner Semperoper, Ernst von Schuch, und seiner Frau, der Kammersängerin Clementine von Schuch-Proska. Am 29. August wurde mit Puccinis Tosca die erste Vorstellung gegeben, am 20./21. September des Jahres folgte die Premiere von Webers Der Freischütz.
Anfang 1951 stießen die Schauspieler des Schweriner Maxim-Gorki-Theaters zum Ensemble hinzu. Mit dem späteren Zusammenschluss der Landesoper mit dem Landesschauspiel erhielt das Unternehmen seinen heutigen Namen: Landesbühnen Sachsen. In den Jahren bis 1954 schmückte der Bildhauer und Bauplastiker Reinhold Langner die Landesbühnen mit Holzreliefs mit Schauspielmotiven aus.
Mitte der 1950er Jahre wurde das Stadtorchester Radebeul als städtisches Sinfonieorchester aufgelöst; das Orchester der Landesbühnen trat dessen Nachfolge als Klangkörper vor Ort an. Ab dieser Zeit wurde auch die Felsenbühne Rathen bespielt, so unter anderem seit 1956 durchgehend bis heute mit dem Freischütz. Den Saisonabschluss bildete traditionell Carl Orffs „Carmina Burana“. Im April 1958 gab die Ballett-Sparte mit dem Tanzspiel In einem böhmischen Dorfe ihr Debüt, wodurch die Landesbühnen, zusammen mit ihrem eigenen Orchester, zum Mehrspartentheater wurden. Nach der Wende 1989/1990 wurden die Landesbühnen als eines von drei Staatstheatern in Sachsen erhalten.
Zuletzt wurde das Stammhaus im Oktober 2001 nach einer umfassenden Renovierung, welche anderthalb Jahre dauerte, feierlich wieder eröffnet. Die Bauherrschaft des Stammhauses erhielt dafür im Jahr 2005 den Radebeuler Bauherrenpreis in der Kategorie Gewerbliche / Öffentliche Bauwerke.
Im Jahr 2008 hatte das Orchester der Landesbühnen eine Besetzungsstärke von 75 Orchestermitgliedern und war nach TVK B eingestuft. 2012 wurde die über sechzigjährige Orchestertradition durch einen Landtagsbeschluss von CDU und FDP gebrochen, das Orchester als Sparte gekündigt. Ein Teil der Musiker fand in der Elbland_Philharmonie_Sachsen, einem Kulturorchester nach TVK D, eine Weiterbeschäftigung. Dieses Orchester übernahm als Kooperationspartner die musikalischen Aufgaben des ehemaligen Landesbühnen-Orchesters.
Nach einer ausverkauften Abschiedsvorstellung am 7. Juli 2013 wechselte der Ballettdirektor Reiner Feistel zur Saison 2013/14 nach Chemnitz, begleitet von einigen seiner Tänzer.
Seit dem 3. Oktober 2020 steht vor den Landesbühnen die Bronzeskulptur Wende des 2015 gestorbenen Bildhauers Reinhard Dietrich.

## Finanzierung der Landesbühnen und Radebeuler Denkmalschutz

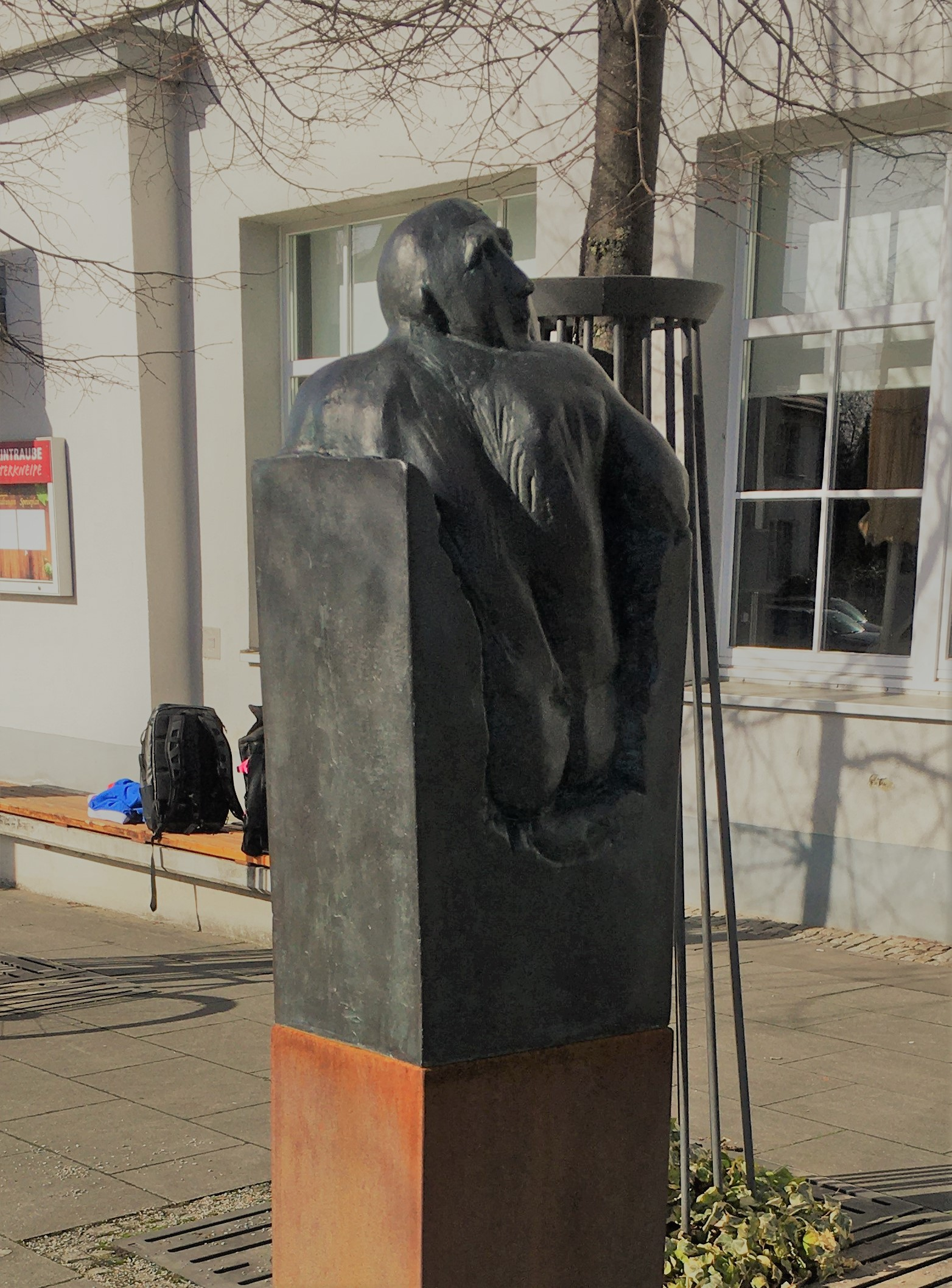
Wende von Reinhard Dietrich (1989, 2020 am Ort aufgestellt)

Zum August 2012 erfolgte die Umwandlung des Staatsbetriebs in eine GmbH in staatlicher Trägerschaft, und die Stadt Radebeul wurde vom Freistaat durch das Sächsische Kulturraumgesetz gezwungen, sich als Sitzgemeinde an der Finanzierung zu beteiligen. Infolgedessen legte der bisherige Intendant Christian Schmidt sein noch bis 2013 laufendes Amt nieder; dieses wurde dann zum Oktober 2011 an Manuel Schöbel übergeben. Das Orchester der Landesbühnen wurde in diesem Zusammenhang zum Juni 2012 mit der Neuen Elbland Philharmonie zur Elbland Philharmonie Sachsen fusioniert, wobei 30 von 102 Stellen abgebaut wurden. Auch die Neue Elbland Philharmonie war bereits aus der Fusion des Sinfonieorchesters in Pirna und der vorherigen Elbland Philharmonie Sachsen aus Riesa entstanden.
Zum 1. Juli 2012 „opfert[e] Radebeul den Denkmalschutz“, um finanziell alle „Register für die Landesbühnen Sachsen“ ziehen zu können. Die Zuständigkeit für den Denkmalschutz wurde an den Landkreis Meißen nach Großenhain abgegeben. Im Gegenzug soll das „Landratsamt darüber nach[denken], ein Beratungszimmer im Jobcenter auf der Dresdner Straße [in Radebeul] einzurichten.“ Damit „verlier[t] Radebeul [das] über Jahrzehnte zusammengetragene[…] Denkmalarchiv, eine echte Schatzkammer an Wissen“ sowie die „Fachkompetenz und [das] Engagement der Mitarbeiter für ihre Stadt.“ Die „rein ökonomischen Gründe[…]“ und die mehrheitliche Entscheidung des Stadtrats wurden vom Oberbürgermeister so erklärt, dass insbesondere die „immer weiter anwachsenden Belastungen […] der unteren Denkmalschutzbehörde ohne sachgerechten finanziellen Ausgleich sowie die seitens des Landes erzwungene regelmäßige finanzielle Beteiligung der Stadt an den Landesbühnen“ nebst dem vom ehemaligen Regierungspräsidium Dresden „»ererbten« Bearbeitungsrückstau bei den Steuerbescheinigungen“ zur Denkmalabschreibung zu dieser Entscheidung gezwungen haben.

## Repertoire

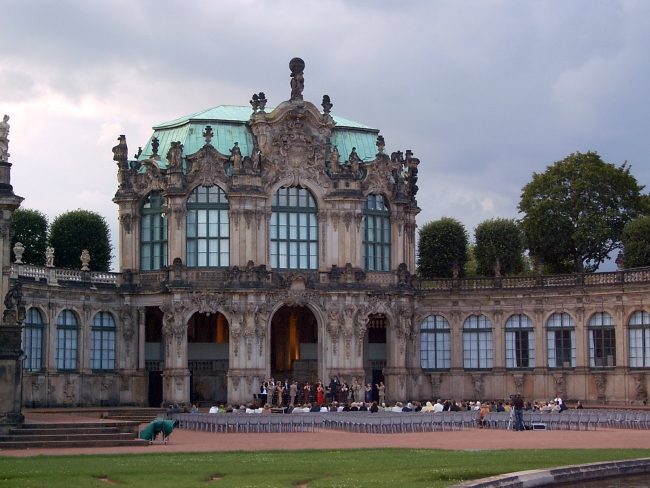
Aufführung des Balletts Casanova im Dresdner Zwinger

Seit damals wurden kontinuierlich die Arbeits- und Spielbedingungen ausgebaut und verbessert, neben der Hauptbühne gibt es inzwischen noch eine kleinere Studiobühne.
Das Repertoire der Landesbühnen Sachsen umfasst Musiktheater (Oper, Operette, Musical), Schauspiel (Tragödie, Komödie, Märchentheater), Ballettabende und Konzerte (Sinfonie- und Kammerkonzerte, bis Mitte 2012). Das Radebeuler Orchester beendet traditionell seit etwa 50 Jahren das künstlerische Jahr am 31. Dezember mit Beethovens 9. Sinfonie.
Von Mai bis September finden regelmäßig Vorstellungen der Landesbühnen Sachsen auf der Felsenbühne Rathen, im Schloss Moritzburg und anderen Spielstätten statt. Darüber hinaus erfolgen während der gesamten Spielzeit Gastspiele in verschiedenen Orten innerhalb und auch außerhalb des Freistaats Sachsen. Auch zusammen mit der Singakademie Dresden, mit der das Orchester einen Kooperationsvertrag hat, werden regelmäßig Konzerte gegeben.
Eine besondere Verbindung haben die Landesbühnen Sachsen zu Karl May, dessen Wohn- und Sterbeort ebenfalls in Radebeul war. Seit 1984 werden auf der Felsenbühne Rathen regelmäßig Stücke Karl Mays von den Landesbühnen aufgeführt.

## Künstler an den Landesbühnen
- Olaf Bär (* 1957), Sänger (Bariton)
- Jean-Marc Birkholz (* 1974), Schauspieler
- Lydia Bunk (* 1970), Regisseurin

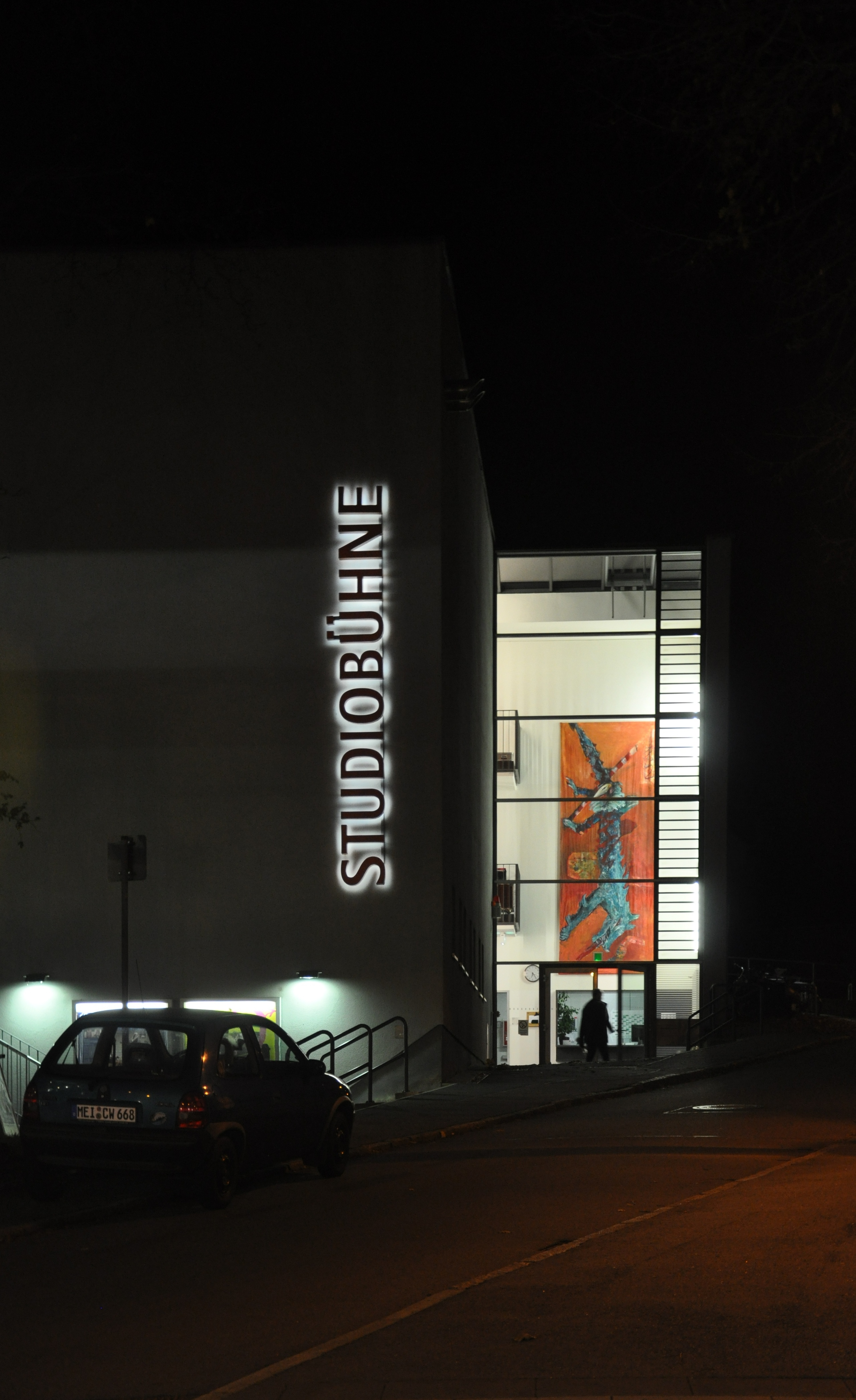
Studiobühne bei Nacht

- Michele Carulli (* 1958), Generalmusikdirektor
- Dirk Dobbrow (* 1966), Dramatiker
- Elisabeth Ebert (* 1928), Sängerin (Lyrischer Sopran)
- Wolfgang Engel (1943–2025), Regisseur
- Reiner Feistel (* 1958), Ballettdirektor
- Erhard Fischer (1922–1996), Regisseur
- Holger Fuchs (* 1957), Schauspieler
- Renate Geißler (* 1940), Schauspielerin
- Katharina Gericke (* 1966), Dramatikerin
- Reiner Goldberg (1939–2023), Opernsänger (Tenor)
- Wolfgang Gorks (* 1931), Schauspieler
- Herbert Graedtke (1941–2024), Schauspieler
- Jürgen Haase (* 1958), Schauspieler und Kabarettist
- Dieter Härtwig (1934–2022), Dramaturg
- Linda Heins (* 1978), Sängerin (Koloratursopran)
- Joachim Herz (1924–2010), Opernintendant und -regisseur
- Michael Heuser (* 1954), Schauspieler
- Gabriele Hoffmann (1926–2019), Schauspielerin
- Torsten Hofmann (* 1966), Sänger (Tenor)
- Lenelies Höhle (1931–1990), Kammersängerin (Koloratursopran)
- Jan Michael Horstmann (* 1968), Musikalischer Oberleiter und Operndirektor
- Hans Kopprasch (1934–2010), Schauspieler
- Bernhard Klampfl (* 1976), Schauspieler
- Sepp Klose (1925–2000), Schauspieler
- Helmut Klotz (* 1935), Sänger (Tenor)
- Reinhold Langner (1905–1957), Holzbildhauer
- Simone Lichtenstein (* 1981), Sängerin (Sopran)
- Matthias Liebich (* 1958), Dirigent und Kapellmeister
- Dietrich H. Litt (* 1927), Regisseur
- Sophie Lüpfert (* 1983), Schauspielerin
- Astrid Maus (* 1969), Schauspielerin
- Horst Mendelsohn (1930–2013), Schauspieler
- Harry Merkel (* 1929), Schauspieler
- Norman Patzke (* 1977), Sänger (Bassbariton)
- Achim Plato (1936–2022), Intendant
- Ute Raab (1964–2021), Regisseurin und Choreografin[12]
- Hans-Christoph Rademann (* 1965), Dirigent
- Arne Retzlaff (* 1960), Schauspieldirektor
- Margrit Sartorius (* 1974), Schauspielerin
- Reinhard Schau (1935–2019), Regisseur
- Christian Schmidt (1958–2023), Regisseur und Intendant
- Heinz Schröder (1921–2018), Schauspieler
- Tristan Schulze (* 1964), Musiker
- Marc Schützenhofer (* 1975), Schauspieler
- Aline Staskowiak (* 1976), Schauspielerin
- Jürgen Stegmann (* 1964), Schauspieler und Regisseur
- Manfred Stock, Schauspieler
- Eberhard Streul (* 1941), Regisseur und Dramaturg
- Karl Heinz Stryczek (1937–2018), Sänger (Bassbariton)
- Klaus Tennstedt (1926–1998), Generalmusikdirektor
- Holger Thews (* 1973), Schauspieler und Sänger
- Matthias Weichert (* 1955), Sänger
- Joachim Widlak (1930–2011), Musikdirektor
- Ekkehard Wlaschiha (1938–2019), Sänger (Bassbariton)